# Art McNally
Arthur I. McNally, detto Art (Filadelfia, 1º luglio 1925 – Yardley, 1º gennaio 2023), è stato un arbitro di football americano, arbitro di baseball e arbitro di pallacanestro statunitense.
Dal 1968 al 1991 è stato direttore degli arbitri della National Football League (NFL). Prima di tale ruolo era stato un arbitro di campo della NFL per nove anni dal 1959 al 1967. Nel corso di 22 anni ha arbitrato oltre 3.000 partite di football, baseball e basket, inclusa una stagione nella National Basketball Association (NBA). Nel 2022 è stato introdotto nella Pro Football Hall of Fame

## Biografia
McNally nacque a Filadelfia, Pennsylvania. Si diplomò alla Roman Catholic High School prima di laurearsi alla Temple University a Filadelfia. McNally fu un insegnante e un allenatore nel distretto scolastico di Filadelfia alla Central High School fino alla sua nomina come supervisore degli arbitri della NFL prima della stagione 1968. 
Come direttore degli arbitri della NFL, McNally era a capo di cinque uomini che dirigevano 112 arbitri. Fu responsabile per l'osservazione, il controllo, l'assunzione e della valutazione delle squadre di sette uomini che lavoravano in ogni gara della NFL. McNally fu decisivo nell'uso dei filmati di gara per la valutazione degli arbitri.
A McNally succedette Jerry Seeman dopo la stagione 1990. Dopo essersi ritirato da direttore, McNally accettò il ruolo di supervisore degli arbitri della World League of American Football nel dicembre 1991, una posizione che mantenne per cinque anni. In seguito continuò a lavorare come consulente della lega.
McNally tornò nella dirigenza della NFL nel 1996 come assistente supervisore degli arbitri, rimandendolo fino al 2008, quando passò al ruolo di osservatore per otto stagioni. Si ritirò dopo la stagione 2015.
McNally è un veterano della Seconda guerra mondiale, avendo servito nei Marines.